# モスタル国際空港
モスタル国際空港（ボスニア語: Međunarodna Zračna Luka Mostar、英語: Mostar International Airport）は、ボスニア・ヘルツェゴビナのヘルツェゴビナ地方の中心都市でヘルツェゴビナ・ネレトヴァ県の県都でもあるモスタルにある国際空港。メジュゴリェ巡礼でよく使われる。

## 沿革
1965年、国内線民間航空向けに開港した。1984年、サラエボオリンピック開催時にサラエヴォ国際空港に次ぐ空港として国際線が就航し、モスタル国際空港となった。